# Cafè Modern (Castellnou de Seana)
Cafè Modern és un monument del municipi de Castellnou de Seana (Pla d'Urgell) inclòs en l'Inventari del Patrimoni Arquitectònic de Catalunya.

## Descripció
Local de dimensions importants que consisteix en dues sales: una destinada a local (amb escenari, sala de cinema) de 28 x 16m, l'altra és el cafè de 22 x 12m. Les dues sales estan unides per una de més petita que els dies de diari s'usa per a cafè. Arquitectònicament parlant, allò que resulta més interessant és la façana de l'edifici que malgrat la seva senzillesa és molt característica d'un període artístic i històric determinat

## Història
Al març de 1932 s'inicià la construcció d'aquest local, pertanyent a la gent d'esquerres de la població (els rics de Castellnou de Seana, per aquest motiu susdit local era conegut com el Casal dels rics). En aquell moment portava el nom de Joventut Republicana. Es construí amb diners de contribuents, normalment de gent de família acomodada i adinerada com Cal Perxe… Fou projectat per un paleta de Mollenssa mentre que els tapiadors foren d'Ivars així com els fusters, els enguixadors de Golmés. Fou inaugurat l'any 1933 i a partir del 1956 el local passà a mans d'un únic propietari, el sr. Sanfeliu Valls, acabant amb la dualitat d'esquerres i dretes. Des d'aleshores quan s'anomenarà com a Cafè Modern.